# NGC 1979
NGC 1979 је елиптична галаксија у сазвежђу Зец која се налази на NGC листи објеката дубоког неба.
Деклинација објекта је - 23° 18' 37" а ректасцензија 5h 34m 1,1s. Привидна величина (магнитуда) објекта NGC 1979 износи 11,8 а фотографска магнитуда 12,8. NGC 1979 је још познат и под ознакама ESO 487-24, MCG -4-14-4, AM 0531-232, PGC 17452.